# Xxxena
Xxxena (Hartford, Connecticut; 26 de enero de 1973) es una bailarina erótica y actriz pornográfica estadounidense.

## Biografía
XXXena utiliza este nombre debido a un pequeño parecido a Lucy Lawless protagonista de la serie de televisión Xena: la princesa guerrera. Aunque el parecido no es muy grande, y se debe a que XXXena es más joven que la Xena de la serie de televisión. Xxxena entró a la industria pornográfica en el año de 1999, después de tener poco éxito como bailarina erótica y como modelo en la revista para hombres Fave.

## Filmografía
- XXXena's DVD Movies Best Of Score Extra.
- Big Fat F.N. Tits #06
- Dark Illusions
- Double Air Bags #06
- Double Air Bags #08
- Double D Dolls #01
- Get Up On It
- Guys who Crave Big Tits #31
- Huge F**kin' Tits, Huge F**kin' D**ks
- Mad Jaxxx - Beyond Thunderboobs
- Mega Tits #03
- Silicone Sweeties
- Sinister Sisters
- Tons of Tits Big Tits Sink D**ks
- World's Biggest Tits Massive Melons
- XXXena's VHS-NTSC Movies
- Best Of Score Extra
- Big Fat F.N. Tits #06
- Buff Jailbabe
- Dark Illusions
- Devil Girls #02
- Double Air Bags #06
- Double Air Bags #08
- Double D Dolls #01
- F**k Frenzy #02
- Get Up On It
- Huge F**kin' Toys
- I Can See You C*mming from a Mile Away
- Loving Big Tits
- Loving Big Tits
- Mad Jaxxx - Beyond Thunderboobs
- Mega Tits #03
- Roadside Sluts #08
- Silicone Sweeties
- Sinister Sisters
- So You Like Big Tits
- Worlds Biggest Tits - Bigger is Better
- Worlds Biggest Tits - Massive Melons